# Кубок России по кёрлингу среди смешанных команд
Кубок России по кёрлингу среди смешанных команд — ежегодное соревнование российских смешанных команд по кёрлингу (см. англ. mixed curling; в команду входят два мужчины и две женщины). Проводится с 2008 года, в самом начале сезона (обычно в конце августа или начале сентября). Организатором является Федерация кёрлинга России.

## Годы, города проведения и призёры
| Год, даты проведения         | Город                        | Золото | Серебро | Бронза |
| ---------------------------- | ---------------------------- | --- | --- | --- |
| 2008 5—7 сентября            | Дмитров                      | «Сборная Ленинградской области» Алексей Целоусов, Мария Малашина, Дмитрий Рыжов, А. Долженко, запасные: Ю. Распопов, А. Тимофеева, тренеры: М. Малашина, А. Целоусов | «ЭШВСМ "Москвич"-2» (Москва) Александр Козырев, Д. Козлова, Алексей Камнев, Ю. Светова, тренеры: О.А. Андрианова, Н.Н. Петрова, С.Я. Калалб, Ю.С. Борисова                            | «СКА-1» (Санкт-Петербург) Яна Некрасова, В. Печерский, Н. Эверт, С. Эверт, тренер: И.В. Колесникова                                                                                                  |
| 2009 4—6 сентября            | Дмитров                      | «Сборная Ленинградской области-1» Алексей Целоусов, Анна Кунцева, Дмитрий Рыжов, Дарья Ященко, запасной: Мария Малашина, тренеры: Ю.В. Шулико, А.В. Целоусов         | «ШВСМ ЗВС» (Санкт-Петербург) Валентин Деменков, Виктория Моисеева, Иван Уледев, Мария Дуюнова, запасной: Ирина Колесникова, тренеры: А.В. Колесников, И.В. Колесникова, О.М. Волохова | «ЭШВСМ "Москвич"-1» (Москва) Роман Кутузов, Дарья Козлова, Александр Козырев, Александра Саитова, запасные: Виктор Корнев, Анастасия Прокофьева, тренеры: О.А. Андрианова, Н.Н. Петрова, С.Я. Калалб |
| 2010 4—5 сентября            | Тверь                        | «ЭШВСМ "Москвич"-1» (Москва) Людмила Прививкова, Андрей Дроздов, Нкеирука Езех, Артём Болдузев, запасные: Надежда Лепезина, Евгений Архипов                          | «Адамант-1» (Санкт-Петербург) Алексей Целоусов, Алина Ковалёва, Алексей Камнев, Юлия Задорожная, Евгений Климов                                                                       | «Альбатрос» (Калининград) Виталий Карпинский, Юлия Гузиёва, Сергей Беланов, Сусанна Гефель, запасной: Леонид Ривкинд                                                                                 |
| 2011 30 августа — 2 сентября | Дмитров                      | «ЭШВСМ "Москвич"-1» (Москва) Александр Кириков, Виктория Макаршина, Вадим Школьников, Анна Лобова, запасной: Антон Калалб                                            | «ЭШВСМ "Москвич"-2» (Москва) Роман Кутузов, Кира Езех, Вадим Раев, Екатерина Галкина                                                                                                  | «Альбатрос» (Калининград) Ольга Жаркова, Виталий Карпинский, Алиса Трегуб, Леонид Ривкинд |
| 2012 26—28 августа           | Дмитров                      | «Альбатрос» (Калининград) Ольга Жаркова, Леонид Ривкинд, Юлия Портунова, Виталий Карпинский, запасной: Алиса Трегуб, тренер: Сергей Беланов                          | «СДЮСШОР Москвич 3» (Москва) Кира Езех | «Санкт-Петербург 2» Виктория Моисеева |
| 2013 25—29 августа           | Дмитров                      | | | |
| 2014 27—31 августа           | Сочи                         | «Сборная Санкт-Петербурга 3» Виктория Моисеева, Александр Крушельницкий, Мария Дуюнова, Илья Бадилин                                                                 | «Краснодарский край» (Сочи) Ольга Жаркова, Дмитрий Миронов, Юлия Гузиёва, Александр Козырев                                                                                           | «Сборная Москвы 1» (Москва) Александр Кириков, Виктория Макаршина, Дмитрий Абанин, Анна Лобова, запасные: Вадим Школьников, Валерия Скляренко                                                        |
| 2015 26—30 августа           | Сочи                         | «ШВСМ по ЗВС» (Санкт-Петербург) Александр Крушельницкий | «Сборная Санкт-Петербурга 5» Пантелеймон Лаппо | «Сборная Санкт-Петербурга 1» Алексей Целоусов |
| 2016 24—28 августа           | Дмитров                      | «Сборная Санкт-Петербурга 1» Александр Крушельницкий | «Сборная Санкт-Петербурга 2» Алексей Целоусов | «Краснодарский край» (Сочи) Сергей Глухов |
| 2017 21—27 августа           | Дмитров                      | «Санкт-Петербург 2» Алексей Стукальский, Мария Ермейчук, Олег Красиков, Аида Афанасьева                                                                              | «Москвич 2» (Москва) Валерия Скляренко, Лев Пузаков, Ирина Беляева, Вадим Голов | «Санкт-Петербург 1» Андрей Дроздов, Мария Бакшеева, Александр Орлов, Мария Дуюнова |
| 2018 21—27 августа           | Сочи                         | «Санкт-Петербург 2» Алина Ковалёва, Алексей Тимофеев, Ульяна Васильева, Евгений Климов                                                                               | «Санкт-Петербург 1» Алексей Стукальский, Анастасия Халанская, Данил Киба, Аида Афанасьева                                                                                             | «Московская область» (Дмитров) Михаил Васьков, Влада Румянцева, Алексей Тузов, Дарья Морозова |
| 2019 22—28 августа           | Дмитров                      | «Енисей» (Красноярск) Анна Веневцева, Василий Грошев, Владислав Величко, Кристина Дудко                                                                              | «Санкт-Петербург 2» Алексей Тимофеев, Ирина Низовцева, Евгений Климов, Вера Тюлякова                                                                                                  | «Московская область 1» (Дмитров) Александр Ерёмин, Анастасия Москалёва, Алексей Тузов, Дарья Морозова                                                                                                |
| 2020                         | розыгрыш Кубка не проводился | розыгрыш Кубка не проводился | розыгрыш Кубка не проводился | розыгрыш Кубка не проводился |
| 2021 19—25 августа           | Иркутск                      | «Иркутская область - Комсомолл 1» Елизавета Трухина, Николай Лысаков, Валерия Денисенко, Михаил Власенко, тренеры: А.В. Трухина, З.И. Бутаев                         | «Ярославская область» Василий Тележкин, Дарья Семёнова, Александр Уткин, Мария Беляева, тренер: В.Е. Тележкин                                                                         | «Москвич 2» (Москва) Герман Доронин, Ксения Новикова, Андрей Шестопалов, Арина Русина, тренер: Д.Ю. Андрианов                                                                                        |
| 2022 25—29 августа           | Иркутск                      | «Санкт-Петербург 3» Алексей Тимофеев, Алина Ковалёва, Артур Ражабов, Екатерина Кузьмина                                                                              | «Санкт-Петербург 1» Олег Красиков, Нкеирука Езех, Глеб Лясников, Ирина Низовцева | «Новосибирская область» Иван Казачков, Александра Стояросова, Константин Козич, Арина Киль |
| 2023 28 августа — 1 сентября | Новосибирск                  | «Новосибирская область 1» Иван Казачков, Александра Мозжерина, Даниил Зазульских, Арина Киль, тренер: А.С. Шмаков                                                    | «Иркутская область - Комсомолл 1» Валерия Денисенко, Михаил Власенко, Елизавета Трухина, Андрей Ильин, тренер: А.В. Трухина                                                           | «Московская область 1» Михаил Васьков, Ирина Рязанова, Александр Ерёмин, Анастасия Мищенко, тренеры: А.Д. Грецкая, Д.Н. Степанов                                                                     |
| 2024 6—10 сентября           | Новосибирск                  | «Московская область 1» Михаил Васьков, Анастасия Москалёва, Кирилл Суровов, Анастасия Мищенко, тренер: А.Д. Грецкая                                                  | «Новосибирская область 1» Александра Стояросова, Даниил Зазульских, Александра Мозжерина, Руслан Чен-Шан, тренер: А.С. Шмаков                                                         | «Иркутская область - Комсомолл 1» Николай Лысаков, Елизавета Трухина, Андрей Дудов, Алина Фахуртдинова, тренер: А.В. Трухина                                                                         |

Составы команд указаны в порядке: четвёртый, третий, второй, первый, запасной, тренер; скипы выделены полужирным шрифтом.